# Haute-Ajoie
Haute-Ajoie (hispanizado Alta Ajoie) es una comuna suiza del cantón del Jura, situada en el distrito de Porrentruy.

## Historia
La comuna fue creada el 1 de enero de 2009 tras la fusión de las comunas de Chevenez, Damvant, Réclère y Roche-d'Or.

## Geografía
El municipio limita al norte con la comuna de Bure, al noreste con Courtedoux, al este con Fontenais, al sur con Montancy (FRA-25) y Glère (FRA-25), al suroeste con Vaufrey (FRA-25), Montjoie-le-Château (FRA-25), Villars-lès-Blamont (FRA-25), Dannemarie (FRA-25) y Grandfontaine, y al oeste con Rocourt y Fahy.

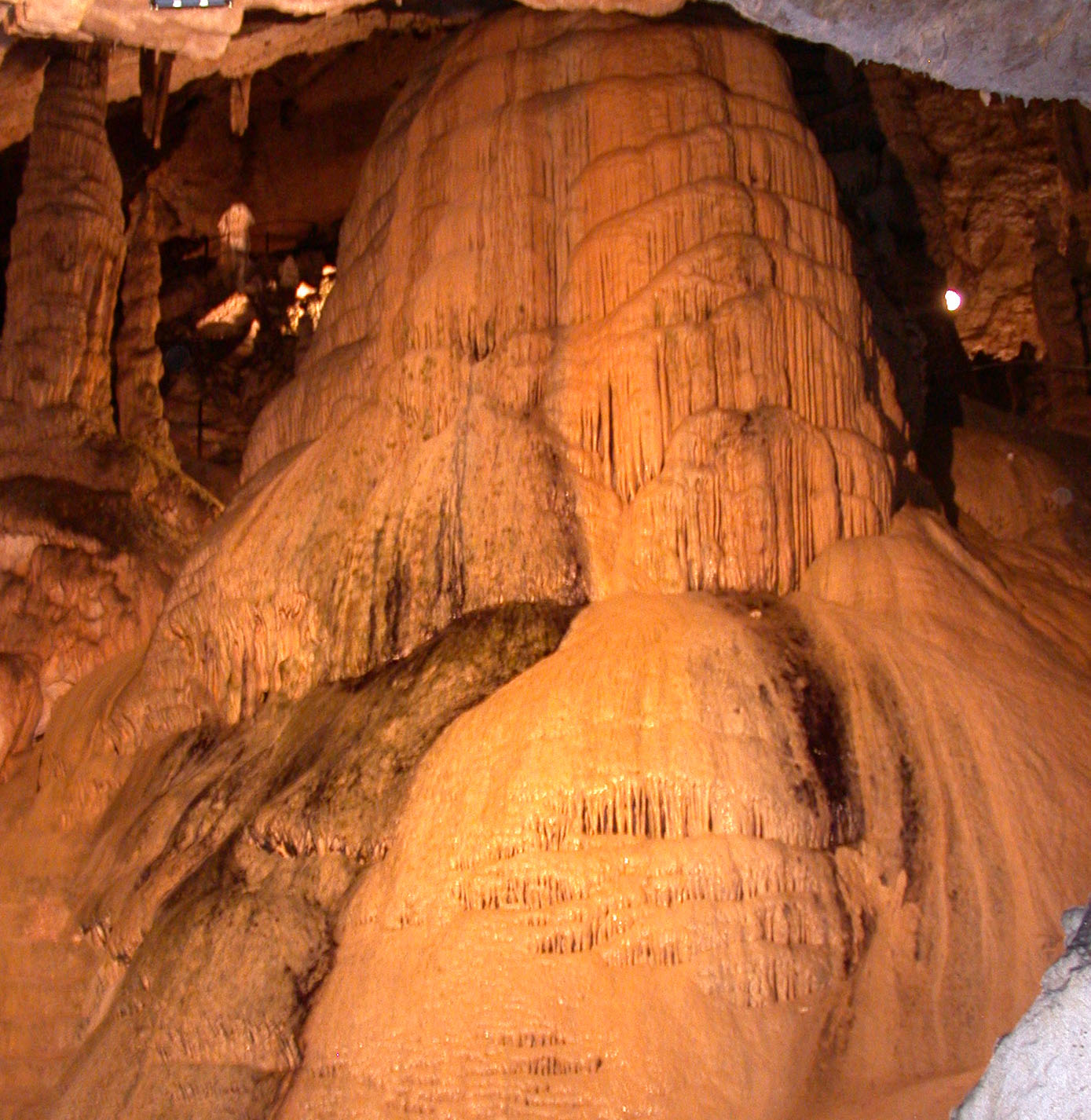
Grutas de Réclère, Haute-Ajoie.